# Nulling-Interferometer
Ein Nulling-Interferometer ist ein astronomisches Instrument zur Beobachtung schwacher Quellen, die sehr nahe bei hellen Quellen stehen.

## Nulling-Interferometrie

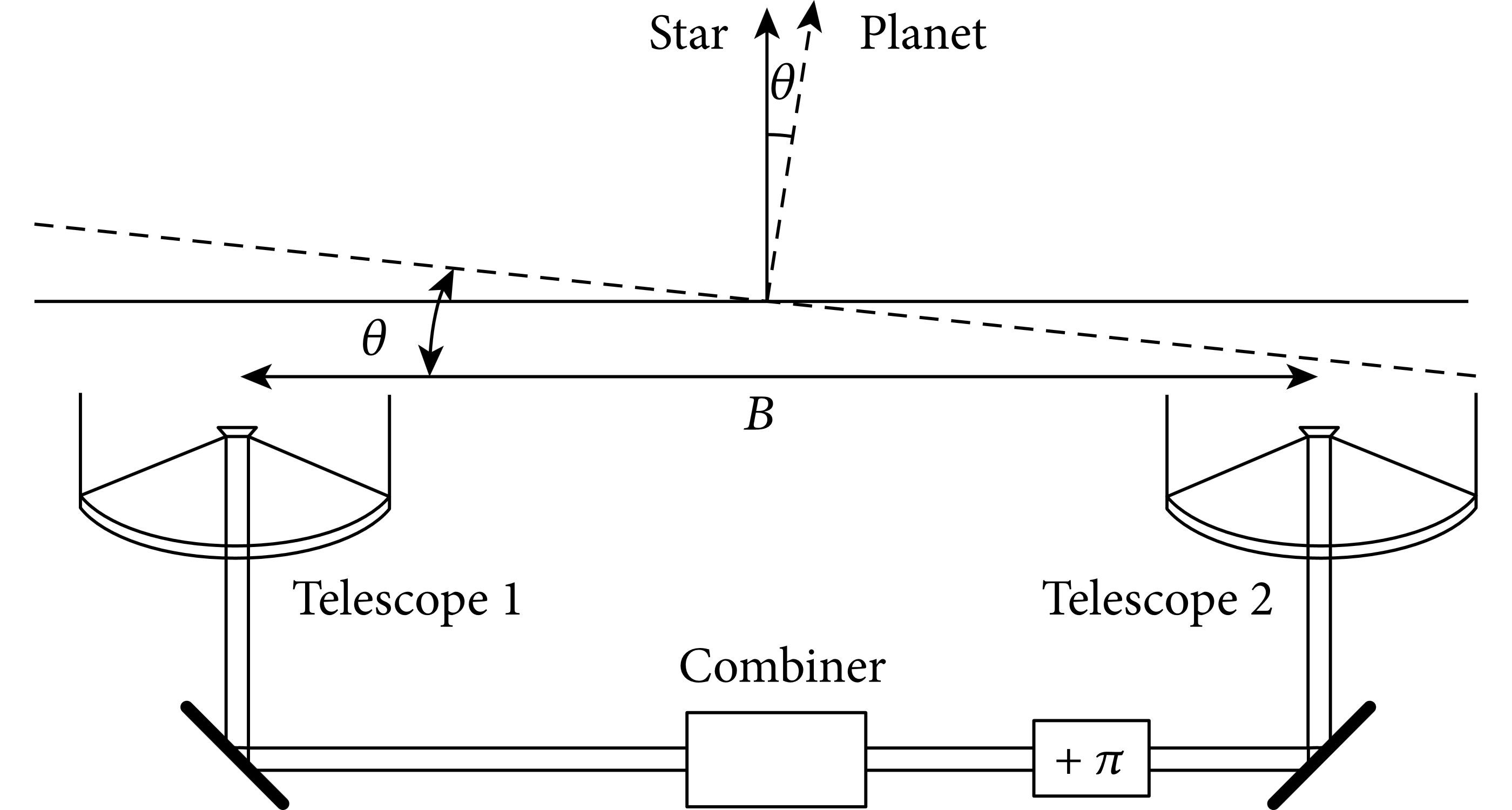
Nulling-Interferometer

Interferometrie wird in der Astronomie dazu benutzt, durch Kombination des Lichts mehrerer Teleskope eine höhere räumliche Auflösung zu erzielen. Die Technik basiert auf der Wellennatur des Lichts. Sie wurde in der Radiointerferometrie entwickelt und wird inzwischen auch im Infrarotbereich und im sichtbaren Licht angewandt. Normalerweise wird das Licht der Teleskope so überlagert, dass sich die Signale für das Zielobjekt verstärken, d. h. konstruktiv interferieren.
Für die Beobachtung lichtschwacher Objekte um helle Sterne ist das abgewandelte Konzept des Nulling-Interferometers von Interesse. Hier wird das Licht der Teleskope so überlagert, dass sich die Signale für das Zielobjekt (den Stern) gegenseitig auslöschen ('nullen'). Im einfachsten Fall von zwei Teleskopen gilt das dann, wenn die Signale von beiden Teleskopen für das Zielobjekt um genau eine halbe Wellenlänge ({\displaystyle \pi }) phasenverschoben sind. Die Auslöschung gilt nicht für schwache Objekte in der Nähe, deren Licht einen anderen Weg durchlaufen hat und eine andere Verschiebung aufweist. Solche Objekte sind dadurch mit besserem Kontrast sichtbar.

## Anwendung
Von der jungen Technologie der Nulling-Interferometrie erhofft man sich in Zukunft lichtschwache Objekte in der Nähe von Sternen zu entdecken. Zu diesen Objekten zählen Exoplaneten, Staubscheiben und Asteroidengürtel. Diese Objekte können im optischen Spektralbereich mit heutigen Detektoren nicht aus dem gleißenden Licht ihrer Zentralsterne gefiltert werden (außer in Ausnahmefällen bei lichtschwachen Sternen oder bei großer Distanz zwischen Stern und Planet).
Einen ähnlichen Effekt wie ein Nulling-Interferometer hat auch der Koronograf, welcher aber auf einem ganz anderen Prinzip beruht. Ein Koronograf blockiert das Licht eines Sterns über ein lichtundurchlässiges Material im Strahlengang eines Teleskops und macht damit zum Beispiel die lichtschwache Korona unserer Sonne sichtbar (daher der Name Koronograf).

## Geschichte und Zukunft
Das Konzept der Nulling-Interferometrie wurde 1979 von Ronald N. Bracewell und Robert H. MacPhie vorgeschlagen. 1997 war am Multiple Mirror Telescope auf dem Mount Hopkins (Arizona) ein Demonstrationsexperiment erfolgreich. Heute ist die Nulling-Interferometrie Basis vieler im Bau befindlicher und geplanter Experimente und Satelliten für die Suche nach Exoplaneten, wie z. B. GENIE (ein im Bau befindliches Testexperiment für das Very Large Telescope), das Ende 2007 in Betrieb gegangene Large Binocular Telescope in Arizona und einige Weltraumteleskope wie den (mittlerweile aus Kostengründen gestrichenen) Terrestrial Planet Finder (TPF) der NASA sowie das ebenfalls gestrichene Darwin der ESA, das sich ab 2015 auf die Suche nach erdähnlichen Planeten begeben sollte. Das chinesische Lauschprojekt soll  Mitte 2028 mit fünf Satelliten (vier kleinen Spiegelteleskopen und einem zentralen Kollektorsatelliten) in einem Halo-Orbit um den Lagrange-Punkt L2 des Sonne-Erde-Systems positioniert werden, um potentiell bewohnbare Exoplaneten bis in eine Entfernung von 65 Lichtjahren zu entdecken.